# 주자나 헤이노바
주자나 헤이노바(체코어: Zuzana Hejnová, 1986년 12월 19일 ~ )는 체코의 육상 선수이다.

## 경력

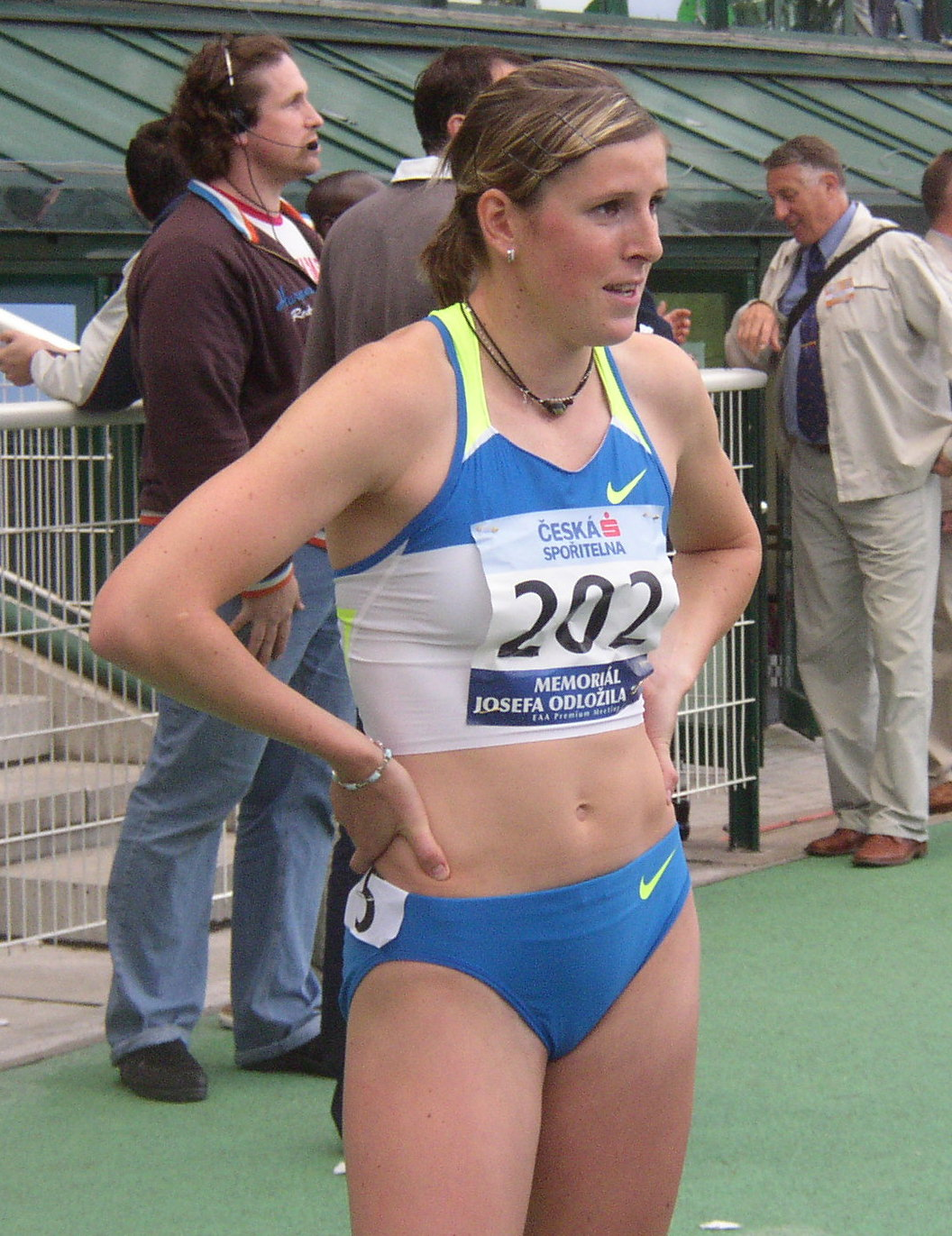

헤이노바는 2008년 베이징 올림픽 400m 허들에 참가했다. 그녀는 결승에서 54.97초로 7위에 머물렀다.
헤이노바는 2012년 하계 올림픽 여자 400m 허들에서 1라운드를 통과했다. 2012년 8월 8일에 헤이노바는 결승에서 동메달을 획득했다.